# いつでもヒトフデ
『いつでもヒトフデ』は携帯電話で「ヒトフデ」を遊べるものである。「第6回モバイル広告大賞クリエーティブ部門ピクチャーパネル広告賞」を受賞したゲームである。
サイトは「iパズループ」内にある。

## 概要
ニンテンドーDSの『直感ヒトフデ』やGBAの『通勤ヒトフデ』をベースにして携帯電話のアプリでできるようにしたもの。GBAに使用されていた特殊ピースも一部の問題で使用されている。

## ルール

### 基本ルール
ステージに配置されたピースを一筆書きで全て消せばクリア。カーソルで選択されたピースは反転して、横一列の色が揃えばピースは消える。1列でもピースが残ってしまえば、ステージオーバーとなりリトライとなる。ステージの周りには「ソトワク」という外周1マス分のピースが置かれていないところがあり、これをカーソルで反転しても変化しない。

### 特殊ピース
GBA版とは違って、名前がつけられていない。
- 「×」がソトワクに描かれているピース（GBAではハードルピースに当たる）・・・カーソルが進めないピース。
- 左右に鎖が付いているピース（GBAではコテイピースに当たる）・・・このピースを消さないと上のピースが落ちてこない。ステージの空間のところをソトワクと同じように使うことができる。
- 1マスに2つの色が描かれているピース（GBAではマルチピースに当たる）・・・どちらの色にでもなるピース。ソトワクと同じように使うことができる。

### 条件
一度ステージをクリアすると条件が出てくる。定められたステップ数でクリアする条件（GBAでは定められたステップ数より少なくても条件達成になったが、今回はステップ数ちょうどでないと条件達成にはならない。）と始点・終点（赤色と青色があるが色による違いはない。）を指定する条件がある。クリアした条件数によってクリアマークが以下のように変化する。
- ノーマルクリア・・・茶色い王冠
- 条件を1つクリア・・・青い王冠
- 条件を2つ同時にクリア・・・赤い王冠

## いつでもヒトフデ
「一筆書き」でピースを全て消すモード。DS（チェックメイトモード）やGBA版（ステージモード）とは違い、サイト上で毎月配信される新しい問題をいつでも好きな時にダウンロードできる。エディットモードで自分だけのステージ作ることも可能。

## ひたすらヒトフデ
DS（チャレンジモード）と同じルールで、落ちてくるピースをひたすら消すモード。ランキングに登録をすれば、自分の順位を確認できる。